# Alphabet Prison
Albums de Pleymo
Rock
(2003) Inconnu
Alphabet Prison est un album du groupe de nu metal français Pleymo, sorti en 2006.

## Titres de l'album
- 01 - « Vanité »
- 02 - « Adrénaline »
- 03 - « Galaxie Autarcique »
- 04 - « Sept »
- 05 - « 4 A.M. Roppongi »
- 06 - « Block Out »
- 07 - « Phantom »
- 08 - « Un Parfum Nommé 16 Ans »
- 09 - « Zephyr »
- 10 - « Je Regrette »
- 11 - « L'instinct & L'envie »
- 12 - « Le Nouveau Monde »
- 13 - « Qu'est Qu'il Nous Restera »
- 14 - « Mantras » (Japan Bonus Only)